# Ålands Framtid
Ålands Framtid (finska: Ahvenanmaan tulevaisuus) är ett politiskt parti på Åland. Partiet arbetar för att öka ålänningarnas självbestämmande med målsättningen att göra Åland till en självständig stat. Partiet Ålands Framtid tillhör det europeiska partiet Europeiska fria alliansen (EFA), som verkar för självständighet eller självstyrelse, och minoritetsrättigheter.
Partiet bildades inför valet till Ålands lagting 2003. Frontfigur och partiledare var Anders Eriksson som tidigare varit lagtingsledamot och näringsminister för Åländsk Center. 
I valet 2003 fick partiet 6,5 procent av rösterna och 2 av 30 mandat i lagtinget. I valet 2007 ökade partiet antal röster med ungefär 34 procent (från 800 till 1069) till 8,1 procent av de totala rösterna och fick därmed behålla antalet mandat (2) i lagtinget. I valet 2011 gick Ålands Framtid ytterligare framåt och fick 9,9 procent av rösterna vilket gav 3 mandat i lagtinget. Dock i valet 2015 minskade partiet till 7,4 procent och tappade därmed till 2 mandat i lagtinget. 
I valet 2019 fick partiet endast ett mandat, Anders Eriksson. Han bytte dock parti till Åländsk Center. Eriksson återvände till partiet senare, eftersom han fortfarande var EFA:s viceordförande.
Partiledare Axel Jonsson avgick som partiledare den 3 oktober 2018. Han efterträddes av Pia Eriksson i oktober 2018. Peggy Eriksson valdes till partiordförande i november 2020.

## Ledamöter i Ålands lagting
- Anders Eriksson[10]